# Jussinsaari (ö i Kymmenedalen)
Jussinsaari är en ö i Finland. Den ligger i Finska viken och i kommunen Pyttis i den ekonomiska regionen  Kotka-Fredrikshamn i landskapet Kymmenedalen, i den södra delen av landet. Ön ligger nära Kotka och omkring 100 kilometer öster om Helsingfors.
Öns area är 1,8 hektar och dess största längd är 210 meter i sydväst-nordöstlig riktning.